# Mistrzostwa Ameryki Południowej w Piłce Nożnej Kobiet 2018
Mistrzostwa Ameryki Południowej w Piłce Nożnej Kobiet 2018 – 8. edycja turnieju piłkarskiego Copa América kobiet rozgrywana w Chile. Turniej odbył się w dniach 4–22 kwietnia 2018.
Drużyny walczyły o tytuł najlepszego zespołu na kontynencie południowoamerykańskim, dwa miejsca bezpośrednie oraz jedno miejsce w barażu na Mistrzostwa Świata, jedno miejsce bezpośrednie oraz jedno miejsce w barażu na Igrzyska Olimpijskie i o trzy miejsca na Igrzyskach Panamerykańskich, oprócz Peru, które jest gospodarzem imprezy i zostało zakwalifikowane automatycznie.
Brazylia obroniła tytuł, wygrywając wszystkie mecze. Był to ich siódmy tryumf.

## Wybór gospodarza
Chile zostało wybrane gospodarzem turnieju w kwietniu 2017, natomiast terminy organizacji imprezy zostały ogłoszone 21 lipca 2017.

## Stadiony
28 marca 2018 roku CONMEBOL ogłosiło, że turniej zostanie rozegrany w 2 miastach; La Serena i Coquimbo.
| La Serena          | La SerenaCoquimbo | La SerenaCoquimbo | Coquimbo                           |
| Estadio La Portada | La SerenaCoquimbo | La SerenaCoquimbo | Estadio Francisco Sánchez Rumoroso |
| Pojemność: 18 243  | La SerenaCoquimbo | La SerenaCoquimbo | Pojemność: 18 750                  |
|                    | La SerenaCoquimbo | La SerenaCoquimbo |                                    |

## Uczestnicy
| Zespół    | Udział | Najlepszy wynik                                  |
| --------- | ------ | ------------------------------------------------ |
| Argentyna | 7      | Mistrzostwo (2006)                               |
| Boliwia   | 7      | Piąte miejsce (1995)                             |
| Brazylia  | 8      | Mistrzostwo (1991, 1995, 1998, 2003, 2010, 2014) |
| Chile     | 8      | Drugie miejsce (1991)                            |
| Kolumbia  | 6      | Drugie miejsce (2010, 2014)                      |
| Ekwador   | 7      | Trzecie miejsce (2014)                           |
| Paragwaj  | 6      | Czwarte miejsce (2006)                           |
| Peru      | 6      | Trzecie miejsce (1998)                           |
| Urugwaj   | 6      | Trzecie miejsce (2006)                           |
| Wenezuela | 7      | Trzecie miejsce (1991)                           |

## Koszyki
Losowanie fazy grupowej Copa America odbyło się 1 marca 2018 roku w audytorium ANFP w Santiago. Brazylia jako obrońca tytułu została automatycznie przydzielona do Grupy A, natomiast Chile jako gospodarz zostało automatycznie przydzielone do Grupy B.
| Koszyk 1             | Koszyk 2               | Koszyk 3              | Koszyk 4         |
| -------------------- | ---------------------- | --------------------- | ---------------- |
| - Ekwador - Kolumbia | - Argentyna - Paragwaj | - Urugwaj - Wenezuela | - Peru - Boliwia |

## Pierwszy etap

### Grupa A
| Zespół   | Pkt | M | W | R | P | Br+ | Br− | +/− |
| -------- | --- | - | - | - | - | --- | --- | --- |
| Kolumbia | 10  | 4 | 3 | 1 | 0 | 16  | 2   | +14 |
| Chile    | 8   | 4 | 2 | 2 | 0 | 8   | 2   | +6  |
| Paragwaj | 7   | 4 | 2 | 1 | 1 | 7   | 7   | 0   |
| Urugwaj  | 1   | 4 | 0 | 1 | 3 | 2   | 11  | -9  |
| Peru     | 1   | 4 | 0 | 1 | 3 | 1   | 12  | -11 |

| 4 kwietnia 2018 21:45 | Kolumbia · Usme 2', 45+1', 57', 90+1' · Montoya 17' · Rincón 43' · Echeverri 58' | 7−0(4−0)Raport | Urugwaj | Estadio La Portada, La Serena Sędzia: Emikar Calderas |
|                       |                                                                                  |                |         |                                                       |

| 5 kwietnia 2018 0:00 | Chile · Aedo 62' | 1−1(0−0)Raport | Paragwaj · 53' Villamayor | Estadio La Portada, La Serena Sędzia: Susana Corella |
|                      |                  |                |                           |                                                      |

| 6 kwietnia 2018 21:45 | Paragwaj · Peña 70' · Martínez 84' · Peralta 90+3' | 3−0(0−0)Raport | Peru | Estadio La Portada, La Serena Sędzia: Sirley Cornejo |
|                       |                                                    |                |      |                                                      |

| 7 kwietnia 2018 0:00 | Chile · Sáez 79' | 1−1(0−0)Raport | Kolumbia · 49' Usme | Estadio La Portada, La Serena Sędzia: Edina Alves |
|                      |                  |                |                     |                                                   |

| 8 kwietnia 2018 21:45 | Urugwaj · Badell 58' | 1−1(0−1)Raport | Peru · 37' Martínez | Estadio La Portada, La Serena Sędzia: Salomé di Iorio |
|                       |                      |                |                     |                                                       |

| 9 kwietnia 2018 0:00 | Kolumbia · Usme 41', 56', 65' · Ospina 70' · Santos 81' | 5−1(1−0)Raport | Paragwaj · 90+2' Cortaza | Estadio La Portada, La Serena Sędzia: María Laura Fortunato |
|                      |                                                         |                |                          |                                                             |

| 10 kwietnia 2018 21:45 | Kolumbia · Usme 23' · Santos 54' · Echeverri 83' | 3−0(1−0)Raport | Peru | Estadio La Portada, La Serena Sędzia: Sirley Cornejo |
|                        |                                                  |                |      |                                                      |

| 11 kwietnia 2018 0:00 | Chile · Rojas 79' | 1−0(0−0)Raport | Urugwaj | Estadio La Portada, La Serena Sędzia: María Laura Fortunato |
|                       |                   |                |         |                                                             |

| 12 kwietnia 2018 21:45 | Paragwaj · Martínez 36' · Peralta 90+2' | 2−1(1−1)Raport | Urugwaj · 1' Ramírez | Estadio La Portada, La Serena Sędzia: Edina Alves |
|                        |                                         |                |                      |                                                   |

| 13 kwietnia 2018 0:00 | Peru | 0−5(0−2)Raport | Chile · 28', 65' Aedo · 38' López · 62' Lara · 85' Rojas | Estadio La Portada, La Serena Sędzia: Emikar Calderas |
|                       |      |                |                                                          |                                                       |

### Grupa B
| Zespół    | Pkt | M | W | R | P | Br+ | Br− | +/− |
| --------- | --- | - | - | - | - | --- | --- | --- |
| Brazylia  | 12  | 4 | 4 | 0 | 0 | 22  | 1   | +21 |
| Argentyna | 9   | 4 | 3 | 0 | 1 | 12  | 6   | +6  |
| Wenezuela | 6   | 4 | 2 | 0 | 2 | 9   | 6   | +3  |
| Boliwia   | 3   | 4 | 1 | 0 | 3 | 1   | 18  | -17 |
| Ekwador   | 0   | 4 | 0 | 0 | 4 | 3   | 16  | -13 |

| 5 kwietnia 2018 21:45 | Ekwador | 0−1(0−0)Raport | Wenezuela · 85' Castellanos | Estadio Francisco Sánchez Rumoroso, Coquimbo Sędzia: Olga Miranda |
|                       |         |                |                             |                                                                   |

| 6 kwietnia 2018 0:00 | Brazylia · Bia Zaneratto 17' · Cristiane 57' (k.) · Debinha 90' | 3−1(1−0)Raport | Argentyna · 54' Banini | Estadio Francisco Sánchez Rumoroso, Coquimbo Sędzia: Claudia Umpiérrez |
|                      |                                                                 |                |                        |                                                                        |

| 7 kwietnia 2018 21:45 | Argentyna · Jaimes 33' (k.) · Larroquette 71' | 3−0(2−0)Raport | Boliwia | Estadio Francisco Sánchez Rumoroso, Coquimbo Sędzia: Elizabeth Tintaya |
|                       |                                               |                |         |                                                                        |

| 8 kwietnia 2018 0:00 | Brazylia · Cristiane 10', 90+2' · Bia Zaneratto 21', 81' · Andreassinha 48' · Formiga 65' · Rafaelle 70' · Debinha 86' | 8−0(2−0)Raport | Ekwador | Estadio Francisco Sánchez Rumoroso, Coquimbo Sędzia: Dione Rissios |
|                      | |                |         |                                                                    |

| 9 kwietnia 2018 21:45 | Wenezuela · Castellanos 23', 49', 55', 90+3' (k.) · Viso 63', 65', 89' · Altuve 74' | 8−0(1−0)Raport | Boliwia | Estadio Francisco Sánchez Rumoroso, Coquimbo Sędzia: Claudia Umpiérrez |
|                       |                                                                                     |                |         |                                                                        |

| 10 kwietnia 2018 0:00 | Ekwador · Vásquez 20' · Rodríguez 37' (k.) · Fajardo 76' | 3−6(2−5)Raport | Argentyna · 2' Banini · 8' Larroquette · 10' Bravo · 41' Jaimes · 45' (k.) Bonsegundo | Estadio Francisco Sánchez Rumoroso, Coquimbo Sędzia: María Victoria Daza |
|                       |                                                          |                |                                                                                       |                                                                          |

| 11 kwietnia 2018 21:45 | Ekwador | 0−1(0−0)Raport | Boliwia · 68' (k.) Morón | Estadio Francisco Sánchez Rumoroso, Coquimbo Sędzia: Zulma Quiñónez |
|                        |         |                |                          |                                                                     |

| 12 kwietnia 2018 0:00 | Brazylia · Mônica 10' · Bia Zaneratto 38', 72' · Marta 82' | 4−0(2−0)Raport | Wenezuela | Estadio Francisco Sánchez Rumoroso, Coquimbo Sędzia: Olga Miranda |
|                       |                                                            |                |           |                                                                   |

| 13 kwietnia 2018 21:45 | Argentyna · Jaimes 44' (k.) · Banini 61' (k.) | 2−0(1−0)Raport | Wenezuela | Estadio Francisco Sánchez Rumoroso, Coquimbo Sędzia: Claudia Umpiérrez |
|                        |                                               |                |           |                                                                        |

| 14 kwietnia 2018 0:00 | Boliwia | 0−7(0−3)Raport | Brazylia · 3', 65' Érika · 17', 54' Andreassinha · 41' Andressa Alves · 80' Millene · 82' Aline Milene | Estadio Francisco Sánchez Rumoroso, Coquimbo Sędzia: Elizabeth Tintaya |
|                       |         |                | |                                                                        |

## Drugi etap
| Zespół    | Pkt | M | W | R | P | Br+ | Br− | +/− |
| --------- | --- | - | - | - | - | --- | --- | --- |
| Brazylia  | 9   | 3 | 3 | 0 | 0 | 9   | 1   | +8  |
| Chile     | 4   | 3 | 1 | 1 | 1 | 5   | 3   | +2  |
| Argentyna | 3   | 3 | 1 | 0 | 2 | 3   | 8   | -5  |
| Kolumbia  | 1   | 3 | 0 | 1 | 2 | 1   | 6   | -5  |

| 16 kwietnia 2018 21:45 | Kolumbia · Salazar 31' | 1−3(1−0)Raport | Argentyna · 50' Bonsegundo · 60' Jaimes · 70' Coronel | Estadio La Portada, La Serena Sędzia: Emikar Calderas |
|                        |                        |                |                                                       |                                                       |

| 17 kwietnia 2018 0:00 | Brazylia · Mônica 21' · Bia Zaneratto 25' · Thaís 34' | 3−1(3−0)Raport | Chile · 63' López | Estadio La Portada, La Serena Sędzia: Olga Miranda |
|                       |                                                       |                |                   |                                                    |

| 19 kwietnia 2018 21:45 | Brazylia · Cristiane 47' · Thaisa 52' · Debinha 78' | 3−0(0−0)Raport | Argentyna | Estadio La Portada, La Serena Sędzia: Susana Corella |
|                        |                                                     |                |           |                                                      |

| 20 kwietnia 2018 0:00 | Kolumbia | 0−0(0−0)Raport | Chile | Estadio La Portada, La Serena Sędzia: Claudia Umpiérrez |
|                       |          |                |       |                                                         |

| 22 kwietnia 2018 21:45 | Chile · Sáez 8' · Hernández 24' · Barroso 40' (sam.) · Lara 90+2' | 4−0(3−0)Raport | Argentyna | Estadio La Portada, La Serena Sędzia: Emikar Calderas |
|                        |                                                                   |                |           |                                                       |

| 23 kwietnia 2018 0:00 | Brazylia · Mônica 29', 71' · Clavijo 45+2' (sam.) | 3−0(2−0)Raport | Kolumbia | Estadio La Portada, La Serena Sędzia: Sirley Cornejo |
|                       |                                                   |                |          |                                                      |

## Zakwalifikowane drużyny
| Mistrzostwa Świata | Igrzyska Olimpijskie | Igrzyska Panamerykańskie |
| ------------------ | -------------------- | ------------------------ |
| Brazylia           | Brazylia             | Peru                     |
| Chile              |                      | Paragwaj                 |
|                    |                      | Argentyna                |
|                    |                      | Kolumbia                 |